# 奧德納德戰役

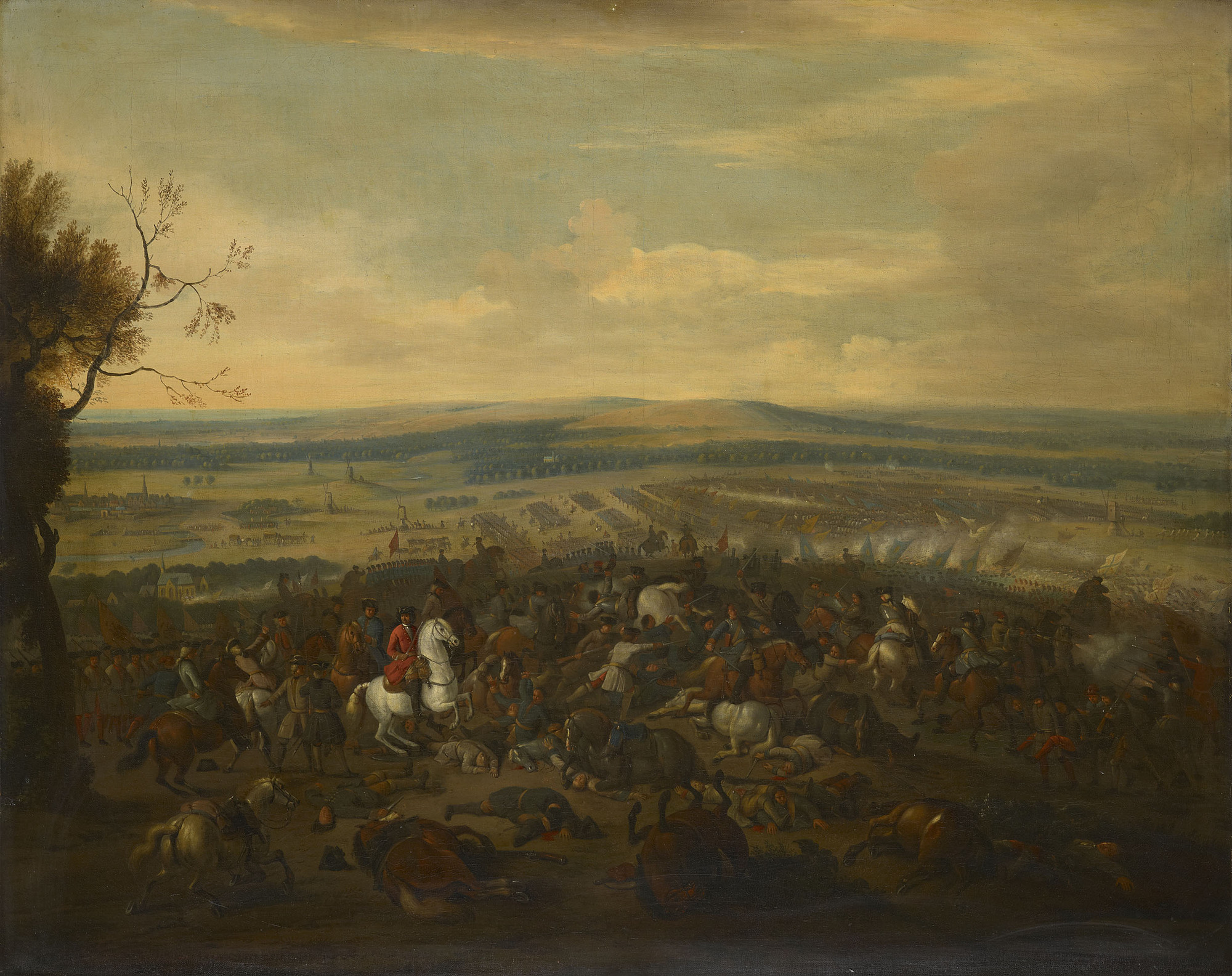
赫騰伯格繪製的奧德納德戰役場景

奧德納德戰役是西班牙王位繼承戰爭期間的一场戰役，交戰一方是第一代馬爾博羅公爵約翰·丘吉爾和欧根亲王指挥下的8萬奥格斯堡同盟军队，另一方是在勃艮第公爵路易和路易·约瑟夫·德·旺多姆指挥下的法国八万五千人军队，最終奥格斯堡同盟獲勝。这场战斗于1708年7月11日在西屬尼德蘭奥德纳尔德附近打响。 